# Tadeusz Czesław Romanowski
Tadeusz Czesław Romanowski (ur. 5 lipca 1945 w Wilnie, zm. 23 stycznia 2009 we Wrocławiu) – polski psycholog, działacz opozycji w PRL. Od 1980 do 1981 przewodniczący Międzyszkolnego Komitetu Założycielskiego oraz Komitetu Założycielskiego Nauczycieli Świdnicy. W 1981 roku był również delegatem na pierwszym Krajowym Zjeździe Delegatów NSZZ „Solidarność”.

## Kariera
Ukończył studia z zakresu psychologii na Uniwersytecie im. Adama Mickiewicza w Poznaniu w 1969 roku. Przez następny rok pracował w Poradni Wychowawczo-Zawodowej w Gdyni oraz w Zakładzie Poprawczym w Malborku. W 1970 przeniósł się do pracy w Świdnicy w Poradni Psychologicznej przy Państwowej Fabryce Wagonów. W tym samym czasie aż do roku 1981 także pracował w Świdnickim Zakładzie Poprawczym i Schronisku dla Nieletnich.
Od 16 października do 11 listopada 1980 r. przewodniczył Międzyszkolny Komitet Założycielski w Zakładzie Poprawczym i Schronisku dla Nieletnich, który pomógł zorganizować we wrześniu tego samego roku, następnie działając jako przewodniczący Komitetu Założycielskiego Nauczycieli Świdnicy. Do końca 1981 roku pełnił funkcję założyciela i szefa punktu konsultacyjnego w Świdnicy, oraz doradcy w zakładach i fabrykach Świdnicy i okolic.
Między 1982 a 1986 rokiem pracował w ukryciu przy renowacjach zabytków. Od 1983 roku do upadku władz komunistycznych w Polsce był właścicielem gospodarstwa rolnego koło Obornik Śląskich. Poczynając od roku 1986 do końca PRL współpracował w środowisku rolników indywidualnych w okolicach Trzebnicy, Oleśnicy i Żmigrodu. W 1986 zorganizował Dolnośląskie Towarzystwo Gospodarcze.
Między 1989 a 2003 rokiem prowadził własną działalność gospodarczą w branży rolniczej i wydobywczej. W 2003 przeszedł na emeryturę.

## Działania opozycyjne
Jeszcze jako uczeń Romanowski brał udział w manifestacjach na Uniwersytecie im. Adama Mickiewicza w marcu 1968 r. We wrześniu 1980 roku wstąpił do Solidarności, po czym stał się przewodniczącym Koła Zakładowego „Solidarność”. W listopadzie 1980 r. uczestniczył w strajku pracowników oświaty i wychowania, służby zdrowia, kultury i sztuki w Urzędzie Wojewódzkim w Gdańsku. W 1981 był uczestnikiem rozmów z Ministerstwem Edukacji Narodowej w sprawie objęcia Kartą Nauczyciela pracowników zakładów poprawczych. W czerwcu 1981 był delegatem na pierwszym Wojewódzkim Zjeździe Delegatów Województwa Wałbrzyskiego, oraz uczestniczył wraz z Jerzym Pileckim i Krzysztofem Turkowskim w pracach merytoryczno-organizacyjnych Komisji Zjazdowej Związku Roboczego Dolny Śląsk. Między wrześniem a październikiem 1981 r. był też delegatem na pierwszym Krajowym Zjeździe Delegatów oraz wiceprzewodniczący Komisji Statutowej. W 1981 pracował jako redaktor „Serwisu” świdnickiej MKK z Markiem Szelążkiem. 25 listopada 1981 r. został współzałożycielem, m.in. z Jackiem Drobnym, Jadwigą Kowalską, Ryszardem Moździerzem, Tadeuszem Sługockim, Stanisławem Walczakiem, Klubu Rzeczypospolitej Samorządnej Wolność-Sprawiedliwość-Niepodległość w Świdnicy. 13 grudnia 1981 przewiózł z Wrocławia do Świdnicy „Komunikat” RKS Dolny Śląsk, który kolportował z Ryszardem Moździerzem i Janem Pełką.
Od czerwca 1982 r. był członkiem Solidarności Walczącej, współpracując z Kornelem Morawieckim i Pawłem Falickim. Między 1983 a 1985 r. był autorem i szefem w redakcji podziemnego pisma „BIS. Biuletyn Informacyjny Solidarności Walczącej”, a między 1982 a 1987 r. współpracownikiem redakcji i autorem do podziemnego pisma „Replika” (pod pseudonimem T.R. i R.T.). W pierwszej połowie 1984 r., po aresztowaniu Pawła Falickiego, został wydawcą i autorem dwóch numerów, ujawniając się dopiero w 1986 r.
Był przeciwnikiem Okrągłego Stołu, a w wyborach 4 czerwca 1989 r. wspierał niezależnego kandydata Jana Waszkiewicza.

### Konflikt z władzami
W latach 1981 do 1982 Romanowski był wielokrotnie prześladowany przez władze PRL. 14 grudnia 1981 r. został zatrzymany razem z J. Pełką i internowany w Areszcie Śledczym w Świdnicy, gdzie z Teofilem Frankowskim, Andrzejem Kalbarą i Januszem Romaniszynem podjął głodówkę przeciwko wprowadzeniu stanu wojennego. Od 23 grudnia został osadzony samotnie w celi, gdzie kontynuował głodówkę aż do przesłuchania w Komendzie Wojewódzkiej Milicji Obywatelskiej 24 grudnia w Wałbrzychu.
4 stycznia 1982 był ponownie aresztowany, lecz 22 stycznia wyrokiem Sądu Śląskiego Okręgu Wojskowego we Wrocławiu na sesji wyjazdowej w Wałbrzychu został uniewinniony (z Janem Pełką), po czym zwolniony 23 stycznia. W wyniku prokuratorskiej rewizji 5 marca 1982 Sąd Najwyższy Izba Wojskowa w Warszawie uchylił wyrok i sprawę przekazał do ponownego rozpatrzenia. 4 maja Sąd Śląskiego Okręgu Wojskowego we Wrocławiu odroczył rozprawę z powodu niestawienia się pozwanego i wydał postanowienie o wysłaniu za nim listu gończego. 29 sierpnia 1983 sprawę umorzono.